# فرشته‌ماهی ژاپنی
فرشته‌ماهی ژاپنی (نام علمی: Centropyge interrupta) نام یک گونه از سرده فرشته‌ماهی‌های کوتوله است.